# Kavadi, Virajpet
Kavadi là một làng thuộc tehsil Virajpet, huyện Kodagu, bang Karnataka, Ấn Độ.